# Villa Giese

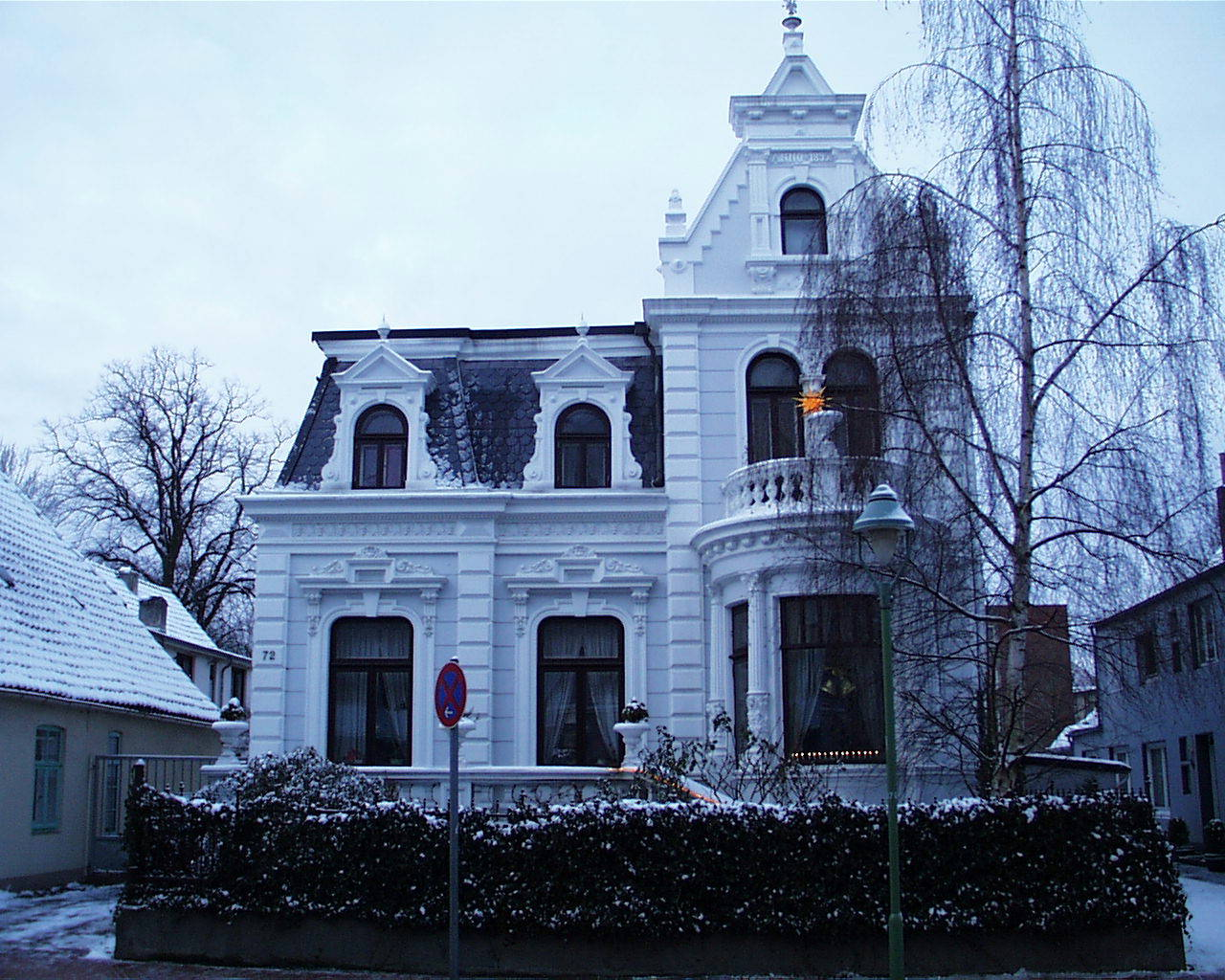
Villa Giese

Die Villa Giese in Bremerhaven - Lehe, Ortsteil Klushof, Lange Straße 72, entstand 1895 nach Plänen von Carl Pogge.
Das Gebäude steht seit 1984 unter Bremer Denkmalschutz.

## Geschichte
Lehe wuchs ab der Mitte des 19. Jahrhunderts begünstigt durch die neuen Häfen in Alt-Bremerhaven (Mitte) sehr rasant. 
In der Zeit des Historismus entstand 1895 im Stil der Neorenaissance diese Villa für den Kaufmann August Eduard Giese. Das zweigeschossige, weiße  Wohnhaus mit dem dreigeschossigen Giebel mit Erker und Balkon sowie dem Mansarddach, ist mit vielen Elementen gestaltet worden.
1991 wurde die Villa von der Familie des russischen Architekten Alexander Marinsky erworben. Die Restaurierung, die 3 Jahre unter Aufsicht des Denkmalschutzes dauerte, ermöglichte es der Villa zu ihrem ursprünglichen Aussehen zurückzukehren. Es ist auch gelungen das Mobiliar, das August Giese während des Baus der Villa erworben hatte, teilweise in das Haus zurückzubringen.
Pogge hat als Architekt in Lehe an mehreren weiteren Gebäuden gewirkt u. a. beim Umbau  Rathaus Lehe (1877), bei den Wohn- und Geschäftshäusern  Hafenstraße 115–121 (1877) und der Villa Hanssen, Krumme Straße 18 (1898).